# 张毅 (1948年)
张毅（1948年2月—），遼寧大連人，中國共產黨黨員，1984年9月起擔任遼寧省大連海洋漁業集團公司董事長，1989年和1994年被評為全國勞動模範，後擔任第十届全国人大代表。